# Ralph Vary Chamberlin
Ralph Vary Chamberlin (ur. 1879 – zm. 1967) – amerykański zoolog specjalizujący się w zoologii bezkręgowców.
Urodził się w 1879 w Salt Lake City w Utah. Studiował na University of Utah w latach 1902-1904. Stopień doktorski otrzymał w 1905 na Cornell University. Został profesorem zoologii na Brigham Young University między 1908 a 1911. W latach 1911–13 był profesorem na University of Pennsylvania, po czym wyjechał na Harvard University, gdzie pracował w Museum of Comparative Zoology do 1926. W tymże roku wrócił na University of Utah, gdzie pozostał do śmierci w 1967.
Opublikował wiele prac z dziedziny zoologii, w których opisał ponad 1000 nowych gatunków bezkręgowców lądowych i morskich, z różnych grup taksonomicznych.
Jego bratankiem był entomolog i arachnolog Joseph Conrad Chamberlin, a jego studentami Willis John Gertsch oraz Wilton Ivie.